# 토함산로
토함산로(Tohamsan-ro)는 경상북도 경주시 진현동과 감포읍 감포 교차로를 잇는 경상북도의 도로이다. 토함산터널을 통해 이 도로가 토함산을 관통한다고 하여 토함산로로 명명되었다.

## 연혁
- 2014년 12월 30일 : 경주 ~ 감포간 도로(경주시 보덕동 ~ 감포읍 전촌리) 24.9km 구간 확장 개통, 기존 22.33km 구간 폐지[1]
- 2015년 2월 17일 : 도로명으로 토함산로를 고시[2]
- 2018년 10월 7일 : 장항 교차로 인근 150m 구간 비탈면 붕괴로 인해 장항 교차로 ~ 안동 교차로 2.4km 구간 전면 통제[3], 기존 국도 2.9km 구간으로 우회 통행[4]

## 주요 경유지
경상북도
- 경주시 (불국동 - 외동읍 - 문무대왕면 - 감포읍)

## 노선
전 구간 국도 제4호선에 속하므로 이 노선에 대한 별도 표기는 생략한다.
| 이름            | 접속 노선                                        | 소재지 | 소재지 | 비고                                        |
| --------------- | ------------------------------------------------ | ------ | ------ | ------------------------------------------- |
| (진현동)        | 국도 제4호선 (영불로)                            | 경주시 | 불국동 |                                             |
| 토함산1교       |                                                  | 경주시 | 불국동 |                                             |
| 신계 교차로     | 진현신계길                                       | 경주시 | 외동읍 |                                             |
| 토함산2교       |                                                  | 경주시 | 외동읍 |                                             |
| 상신 교차로     | 신계상신길                                       | 경주시 | 외동읍 |                                             |
| 토함산터널      |                                                  | 경주시 | 외동읍 | 감포 방면 연장 4,345m 경주 방면 연장 4,300m |
| 토함산터널      | 문무대왕면                                       | 경주시 |        | 감포 방면 연장 4,345m 경주 방면 연장 4,300m |
| 장항 교차로     | 불국로                                           | 경주시 |        |                                             |
| 감나무교 축암교 |                                                  | 경주시 |        |                                             |
| 안동 교차로     | 경감로                                           | 경주시 |        |                                             |
| 안동교 와읍교   |                                                  | 경주시 |        |                                             |
| 와읍 교차로     | 국도 제14호선 지방도 제929호선 (감은로) (경감로) | 경주시 |        |                                             |
| 중기교          |                                                  | 경주시 |        |                                             |
| 노동 교차로     | 경감로                                           | 경주시 | 감포읍 |                                             |
| 서천교 팔조교   |                                                  | 경주시 | 감포읍 |                                             |
| 팔조 교차로     | 팔조수제길                                       | 경주시 | 감포읍 |                                             |
| 섬비교          |                                                  | 경주시 | 감포읍 |                                             |
| 감포 교차로     | 국도 제4호선 국도 제31호선 (동해안로)            | 경주시 | 감포읍 |                                             |